# اللسان العربي (مسلسل)
اللسان العربي عمل تلفزيوني تعليمي عراقي يحكي عن مجموعة من المغتربين الذين يصلون ارض الوطن ويحاولون تعلم اللغة العربية من إخراج فاروق القيسي وإشراف المخرج فيصل الياسري. الموسيقى التصويرية وتتر البداية من تأليف الملحن سهيل شوقي.

## الممثلون
- هند كامل
- عز الدين طابو
- سمر محمد
- محسن العزاوي
- خليل إبراهيم
- ريكاردوس يوسف
- عبد الصاحب نعمة[3]
- عبد الستار البصري
- عبير فريد
- إيمان ذياب
- سهيل شوقي